# Loi de Lambert
Pour les articles homonymes, voir Lambert.
En optique, la loi de Lambert indique que, pour une source lumineuse orthotrope, l'exitance est proportionnelle à la luminance et le coefficient de proportionnalité est {\displaystyle \pi },. Autrement dit, si {\displaystyle M} désigne l'exitance et {\displaystyle L} la luminance, pour une source lumineuse orthotrope, on a :

Certains auteurs appellent loi de Lambert, ou loi en cosinus de Lambert, la relation qui exprime l'intensité lumineuse {\displaystyle I} d'une source orthotrope en fonction de l'intensité lumineuse dans l'axe normal à la surface {\displaystyle I(0)} et de l'angle {\displaystyle \theta } par rapport à cette normale :

## Démonstration

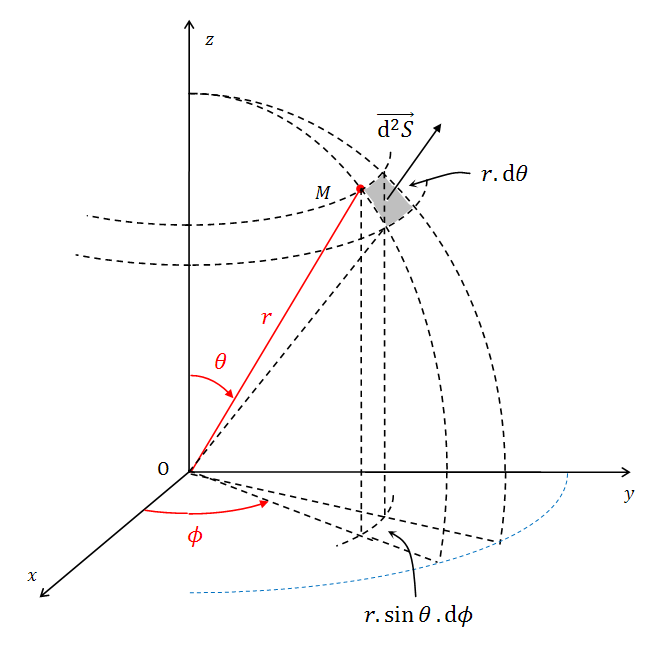
Définition des variables

On utilise les coordonnées sphériques, angles de colatitude (ou zénithal) {\displaystyle \theta } et d'azimut (ou longitude) {\displaystyle \phi }.
L'exitance est définie comme l'intégrale de la luminance sur le demi-espace (2π stéradians) :
{\displaystyle M=\int _{2\pi }L\cos \theta \,\mathrm {d} \Omega },
avec
{\displaystyle d\Omega ={\frac {\mathrm {d} S}{r^{2}}}=\sin \theta \,\mathrm {d} \theta \,\mathrm {d} \phi }.
{\displaystyle L} étant identique dans toutes les directions, on peut écrire :
{\displaystyle M=L\int _{0}^{2\pi }\mathrm {d} \phi \int _{0}^{\frac {\pi }{2}}\sin \theta \,\cos \theta \,\mathrm {d} \theta =2\pi L\int _{0}^{\frac {\pi }{2}}\sin \theta \,\cos \theta \,\mathrm {d} \theta }.
On effectue le changement de variable {\displaystyle \mu =\sin \theta } et on obtient
{\displaystyle \int _{0}^{\frac {\pi }{2}}\sin \theta \,\cos \theta \,\mathrm {d} \theta =\int _{0}^{1}\mu \,\mathrm {d} \mu ={\frac {1}{2}}},
d'où l'on déduit la loi de Lambert.